# Espartac Peran i Masafrets
Espartac Peran i Masafrets (Mataró, 15 de març de 1972) és un periodista i presentador català de Televisió de Catalunya.

Nascut a Mataró, fou a la seva ciutat natal on va començar al món dels mitjans de comunicació. Als 14 anys va col·laborar a TV Mataró i, alhora, a Cadena 13. Posteriorment va treballar a Catalunya Cultura i en RAC 1. 
Des de la fi de 2007 fins a l'estiu de 2009 va presentar el concurs Bocamoll. Actualment presenta, juntament amb en Xavi Coral, el magazín Divendres. Amb aquest programa, cada setmana visita un poble diferent de Catalunya. En el 2014 Divendres va aconseguir el rècord de permanència d'un programa a la tarda en la televisió pública catalana. Divendres porta cinc anys de programa en directe i més de 210 poblacions visitades.
El 3 de juny de 2010 TV3 va retransmetre, per primera vegada, "Nit de Patum" un programa presentat per Espartac Peran. En 2011 va presentar la Marató de TV3 dedicat a la regeneració i al trasplantament d'òrgans i teixits, amb Xavi Coral. La Marató d'aquest any va aconseguir recaptar 8.931.418 euros.
Peran va presentar les campanades de cap d'any de 2010 amb Xavi Coral des de la Torre Agbar de Barcelona, i les de 2013 amb Mercè Martínez, actriu que interpreta a Nora a La Riera, des de la plaça de l'Ajuntament de Ripoll.
L'any 2014 va presentar la 48 Cantada d'Havaneres de Calella de Palafrugell, en directe per TV3.
El gener de 2016 va presentar la cavalcada de reis des de Mataró, en directe per TV3, amb els personatges del Club Super3.
Des del 2019 és el director del concurs de Tv3 "Atrapa'm si pots".
Ha publicat un conte i un llibre sobre la mort. El conte "El secret de la calaixera" i el llibre " Tres desitjos abans de morir" de l'editorial La Campana.
Actualment també és el director i presentador del programa "Som Únics" de TV3 sobre cultura popular de Catalunya.